# Ženská intuice
Ženská intuice (anglicky „Feminine Intuition“) je vědeckofantastická povídka spisovatele Isaaca Asimova, která vyšla poprvé v říjnu 1969 v časopise The Magazine of Fantasy & Science Fiction. Byla následně zařazena např. do sbírek The Bicentennial Man and Other Stories (1976), The Complete Robot (1982) a Robot Visions. Česky vyšla např. ve sbírce Robohistorie II. (2004).

## Postavy
- Susan Calvinová - bývalá robopsycholožka firmy Americká korporace robotů a mechanických lidí (AKRaML)
- Clinton Madarian - robopsycholog u AKRaML
- Peter Bogert - vedoucí výzkumu u AKRaML
- Scott Robertson - syn zakladatele AKRaML, majitel většiny akcií
- JN1, JN2, JN3, JN4 - experimentální intuitivní roboti
- JN5 - ženský intuitivní robot

## Děj
Clinton Madarian, po Susan Calvinové, která odešla do důchodu nový hlavní robopsycholog v AKRaML iniciuje vývoj femininního robota, jenž bude poněkud nevypočitatelný (3 zákony robotiky však musí dodržovat), ale bude disponovat jistou „ženskou intuicí“. po několika nezdarech (4 experimentální roboti JN1-JN4) je vyroben robot JN5 pojmenovaný Jane. Účelem celého projektu je určit za pomoci této intuice hvězdné soustavy s nejpravděpodobnějším výskytem obyvatelných planet. To se bude velmi hodit při plánovaných hyperprostorových letech, zaručí to úspěch misí. Madarian i s Jane letí na astronomickou observatoř ve Flagstaffu v Arizoně, kde Jane čerpá informace „z první ruky“. Po určité době je určí 3 požadované hvězdy. Při návratu do firmy však dojde k havárii, kterou Madarian nepřežije. Jane je zničena a s ní jsou ztracena i čísla 3 hvězd, které AKRaML potřebovala znát.
Ředitel výzkumu dr. Peter Bogert se obrátí s žádostí o pomoc na Susan Calvinovou, které je již téměř 80 let. Přes svůj věk neztratila nic na bystrosti a díky svým přesným úsudkům dokáže záležitost v krátké době rozřešit. Bogertovi ale řešení neprozradí celé, jen mu napoví, jak postupovat dál.

## Česká vydání
Česky vyšla povídka v následujících sbírkách nebo antologiích:
Pod názvem Ženská intuice:
- Roboti a androidi (Svoboda, 1988)
- Robohistorie II. (Triton, 2004)[1]